# Калининский сельский совет (Крым)
Калининский сельский совет (укр. Калінінська сільська рада, крымскотат. Kalininо köy şurası) — согласно законодательству Украины — административно-территориальная единица в Красногвардейском районе Автономной Республики Крым, расположенная в северной части района в степной зоне полуострова, у границы с Джанкойским районом. Население по переписи 2001 года — 2452 человека.
К 2014 году состоял из 4 сёл:
- Калинино
- Вишняковка
- Коммунары
- Победино

## История
Калининский сельский совет был образован в 1954 году и на 15 июня 1960 года в составе совета числились следующие населённые пункты:

| - Анновка - Вишняковка - Калинино | - Первое Мая - Победино - Чижовка |

К 1 января 1968 года ликвидированы Победино и Чижовка, Анновку переименовали в Коммунары и совет обрёл современный состав. С 12 февраля 1991 года сельсовет в восстановленной Крымской АССР, 26 февраля 1992 года переименованной в Автономную Республику Крым. С 21 марта 2014 года в составе Крыма аннексирован Россией. Законом «Об установлении границ муниципальных образований и статусе муниципальных образований в Республике Крым» от 4 июня 2014 года территория административной единицы была объявлена муниципальным образованием со статусом сельского поселения.